# Aziminu
L'Aziminu è una zuppa tipica della Corsica cucinata utilizzando almeno sette tipi diversi di pesce. L'Aziminu è stato inventato nel capoluogo còrso Ajaccio.

## Caratteristiche
L'Aziminu è simile alla bouillabaisse di Marsiglia, si utilizza lo scorfano, il cantaro, gallinella, pesce San Pietro, branzino, merlano, inoltre possono essere aggiunti granchi e qualche testa di congro.
Il tutto viene aromatizzato con il pastis, l'olio di oliva e varie piante aromatiche della macchia mediterranea.